# Blepharhymenus gaudens
Blepharhymenus gaudens är en skalbaggsart som först beskrevs av Thomas Casey 1911.  Blepharhymenus gaudens ingår i släktet Blepharhymenus och familjen kortvingar. Inga underarter finns listade i Catalogue of Life.